# Joseph Ujlaki
Joseph Ujlaki (eigentlich József Újlaki; * 10. August 1929 in Budapest/Ungarn; † 13. Februar 2006 in Sète) war ein französischer Fußballspieler ungarischer Herkunft.

## Vereinskarriere
Der in seiner Heimat zunächst für den Kőbányai TC und ab 1945 für den Ganz TE auflaufende József Újlaki ließ sich am Rande eines Spiels der ungarischen Juniorennationalelf in Wien zur Unterschrift bei Stade Français Paris überreden, wo er ab 1947 in der höchsten französischen Liga unter Trainer Helenio Herrera an der Seite von Larbi Ben Barek, Alfred Aston und seines Landsmannes István Nyers als Profi spielte. Nach nur einem Jahr in der Hauptstadt wechselte der Rechtsaußen ans Mittelmeer zum FC Sète. Weil der ambitionierte Újlaki mit diesem Klub in beiden Jahren gegen den Abstieg spielen musste, schnürte er ab 1950 seine Stiefel beim benachbarten Olympique Nîmes. Hier fühlte er sich sportlich besser aufgehoben: Nîmes gehörte in den 1950ern zu den besten Adressen im französischen Fußball, erreichte in den drei Jahren mit Újlaki immer einen Platz im oberen Tabellendrittel und außerdem fand der junge Ungar auch privat sein Glück; durch seine Heirat mit einer Französin wurde er eingebürgert und Ende 1952 prompt zum Nationalspieler.
Der begnadete, zugleich torgefährliche Dribbler wird als ein innerhalb wie außerhalb des Spielfeldes eigensinniger und nicht eben umgänglicher Mensch beschrieben; aber seine Spielweise riss an guten Tagen die Zuschauer mit (und hat an nicht so guten seine Trainer manch graues Haar gekostet). 1953 folgte er dem Ruf des OGC Nizza und gewann dort endlich auch Titel (1954 den französischen Pokal, zwei Jahre später die Meisterschaft). 1954 (Platz 5) und 1956 (11.) war er zudem auch in der Torjägerliste weit oben vermerkt.
1958 kehrte er nach Paris zurück und spielte sechs Jahre für den Racing Club, wurde noch zweimal Vizemeister und zweimal Dritter, war 1961 sogar drittbester Ligatorschütze – aber Titel konnte er nicht mehr gewinnen. Nach 17 Jahren Erstklassigkeit ging „Monsieur Joseph“ (so sein Spitzname) 1964 zum FC Metz, ein Jahr später zur AS Aix in der Division 2 und beendete 1966, fast 37-jährig, seine Karriere.
Anschließend hat Joseph Ujlaki lange für ein Unternehmen der Möbelbranche gearbeitet.

### Stationen
- Kőbányai TC und (ab 1945) Ganz TE (als Jugendlicher)
- Stade Français Paris (1947/48)
- FC Sète (1948–1950)
- Olympique Nîmes (1950–1953)
- OGC Nizza (1953–1958)
- Racing Club Paris (1958–1964)
- FC Metz (1964/65, in D 2)
- AS Aix-en-Provence (1965/66, in D 2)

## Nationalspieler
Zwischen Oktober 1952 und Oktober 1960 bestritt Joseph Ujlaki insgesamt 21 Länderspiele für die Équipe Tricolore (6 Einsätze in seiner Zeit bei Nîmes, 11 bei Nizza, 4 bei RC Paris) und erzielte dabei 10 Tore. Außerdem wurde er in einem inoffiziellen Länderspiel, dem Watersnoodwedstrijd gegen niederländische Berufsfußballer am 12. März 1953, eingesetzt. Bei seinem Debüt (3:1 gegen Deutschland) trug auch Raymond Kopa erstmals das blaue Trikot – mit dem er selten klargekommen ist, weil es ihm erkennbar nicht leichtfiel, die Führungsrolle dieses genialen Spielmachers anzuerkennen. Das hat ihn, der schon 1954 zuhause bleiben musste, auch die Teilnahme an der Weltmeisterschaft 1958 gekostet, als Trainer Batteux Kopa nach längerer Nationalelf-Abstinenz für das französische WM-Aufgebot nominierte und Ujlaki dafür zuhause ließ.

## Erfolge
- Französischer Meister: 1956
- Französischer Pokalsieger: 1954